# Laurentiuskirche (Eckardts)

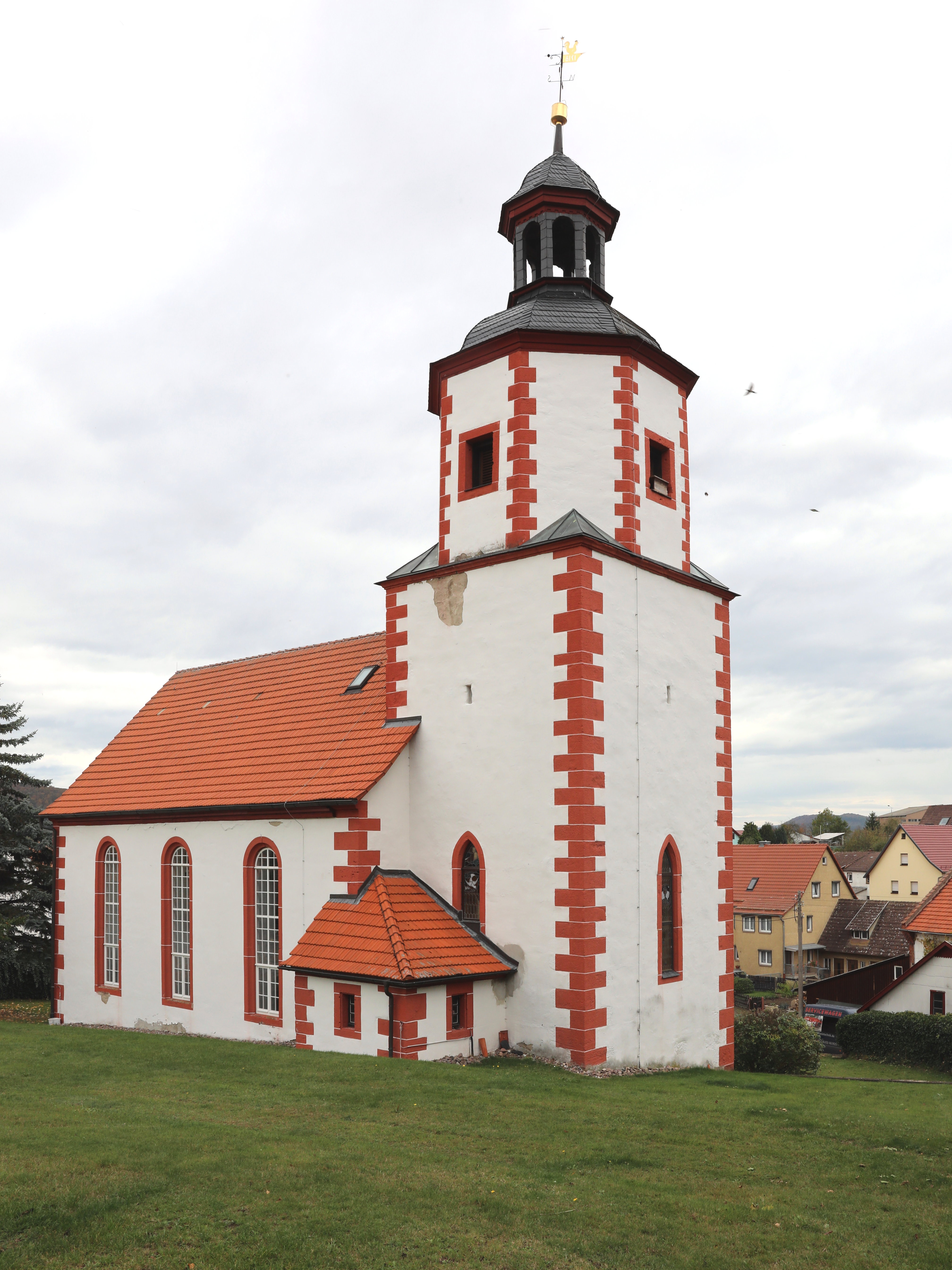
Evangelische Laurentiuskirche

Die evangelisch-lutherische Filialkirche Laurentiuskirche steht am südöstlichen Ortsrand (zwischen den Häusern der Hauptstraße 34 und 36) von Eckardts, ein Dorf und Ortsteil der Gemeinde Schwallungen im Landkreis Schmalkalden-Meiningen von Thüringen. Sie ist nach dem heiligen Märtyrer Laurentius von Rom benannt und gehört zur Kirchengemeinde Eckardts.

## Beschreibung
Der auf dem höchsten Platz des Dorfes erbaute massive Chorturm auf annähernd quadratischem Grundriss ist im Kern aus dem späten Mittelalter. Er ist im unteren Hauptteil viereckig bis zur Höhe des Dachfirstes. Darauf folgt ein achteckiges Obergeschoss, ebenfalls aus Stein, mit regelmäßig behauenen Ecksteinen. Die Turmspitze besteht aus einer flachen Haube mit Laterne. Um 1600 wurde der Turm verändert, an ihn wurde die Sakristei angebaut. Die Jahreszahlen 1601, 1605 und 1626 stehen außen an der Nordostseite des Turmes an drei unteren Steinen roh eingemeißelt. Im Erdgeschoss hat er schmale, spitzbogige Fenster. Sein oktogonaler Aufsatz hat eine geschweifte Haube, die eine Laterne trägt. Das Langhaus wurde 1726 angebaut. Die Jahreszahl steht über dem schlichten rundbogigen Portal an der Südwestseite und an einem unteren Eckstein an der Südecke der Kirche. Es ist mit einem Satteldach bedeckt.
Die Kirche wurde 1840 restauriert. Bei der Außenrestaurierung 1991/92 erhielten die Ecksteine einen roten Anstrich. Das Kirchenschiff ist mit einem korbbogigen Tonnengewölbe aus Brettern überspannt. Der eingezogene Chor hat eine Flachdecke. In ihm befinden sich Reste spätgotischer Wandmalereien und nordwestlich ein spitzbogiges Sakramentshaus. Die Ausstattung des Langhauses stammt weitgehend aus der Erbauungszeit. Die Kanzel ist mit Intarsien verziert. Auf fünf Bogenfeldern sind die Gestalten des Heilands und der vier Evangelisten gemalt. Der Schalldeckel ist bekrönt vom auferstandenen Christus. Die zweigeschossigen, dreiseitigen Emporen aus Holz stehen auf schwach geschwellten Säulen. Die Deckenmalerei zeigt Christi Himmelfahrt. Das Taufbecken hat einen oktogonalen Schaft mit der Jahreszahl 1575. Der mit gotisierendem Maßwerk verzierte hölzerne Ambo stammt aus der Mitte des 19. Jahrhunderts.
Der barocke Orgelprospekt wurde 1896 erneuert. Die Glocke wurde 1477 gegossen.